# Gandhi Sagar Dam
Gandhi Sagar Dam är en dammbyggnad i Indien.   Den ligger i distriktet Neemuch och delstaten Madhya Pradesh, i den centrala delen av landet, 500 km söder om huvudstaden New Delhi. Gandhi Sagar Dam ligger 461 meter över havet.
Terrängen runt Gandhi Sagar Dam är huvudsakligen platt. Gandhi Sagar Dam ligger uppe på en höjd. Runt Gandhi Sagar Dam är det ganska tätbefolkat, med 155 invånare per kvadratkilometer. Närmaste större samhälle är Gurla, 6,4 km söder om Gandhi Sagar Dam. Omgivningarna runt Gandhi Sagar Dam är i huvudsak ett öppet busklandskap.